# 30372 Halback
30372 Halback este un asteroid din centura principală de asteroizi.

## Descriere
30372 Halback este un asteroid din centura principală de asteroizi. A fost descoperit pe 7 mai 2000 la Socorro, New Mexico, în cadrul proiectului LINEAR. Asteroidul prezintă o orbită caracterizată de o semiaxă mare de 2,53 ua, o excentricitate de 0,12 și o înclinație de 3,2° în raport cu ecliptica.